# Trochilocharax ornatus
Trochilocharax
Genre
Espèce
Statut de conservation UICN

 DD  : Données insuffisantes
Trochilocharax ornatus, unique représentant du genre Trochilocharax, est une espèce de poissons d'eau douce téléostéens de la famille Characidae (ordre des Characiformes).

## Répartition
Trochilocharax ornatus est endémique du Pérou,.

## Description
Trochilocharax ornatus peut mesurer jusqu'à 17 mm, queue non comprise.

## Classification
Le genre Trochilocharax et l'espèce Trochilocharax ornatus ont été décrits en 2010 par l'ichtyologiste allemand Axel Zarske (d) (1952-),.

## Étymologie
Le nom générique, Trochilocharax, composé des genres Trochilus, des oiseaux-mouches, et Charax, le genre typique des Characiformes, est présumé faire référence à la très petite taille de cette espèce de poissons.
L'épithète spécifique, du latin ornatus, « orné, décoré », fait référence à la belle coloration de cette espèce.

## Publication originale
- (de) Axel Zarske, « Der Kolibrisalmler Trochilocharax ornatus gen. et spec. nov. - ein neuer Salmler aus Peru (Teleostei: Characiformes: Characidae) », Vertebrate Zoology, vol. 60, no 2,‎ 16 août 2010, p. 75-98 (ISSN 1864-5755 et 2625-8498, DOI 10.3897/VZ.60.E30995, lire en ligne).